# Fiorentini (azienda)
La Ing. F. Fiorentini & Co. S.p.A. (o semplicemente Fiorentini S.p.A.) è stata un'azienda italiana nel settore delle macchine per il movimento terra e per l'edilizia, produttrice del primo escavatore italiano.

## Storia
Fondata a Roma come semplice "Ufficio di Ingegneria" nel 1901, dall'ing. Filippo Fiorentini, e divenuta S.p.A. nel 1919 la Fiorentini iniziò la sua attività di meccanizzazione dei cantieri edili producendo, verricelli elettrici, betoniere, martelli pneumatici, ed altri macchinari per l'edilizia.
Nel 1930 cominciò a produrre e vendere su licenza di aziende americane escavatori, ruspe e autogrù, aprendo stabilimenti anche a Fabriano, ma già nel 1936, a causa delle cattive relazioni tra il governo italiano e quello degli Stati Uniti d'America la fornitura di componenti angloamericane si fece più difficoltosa.

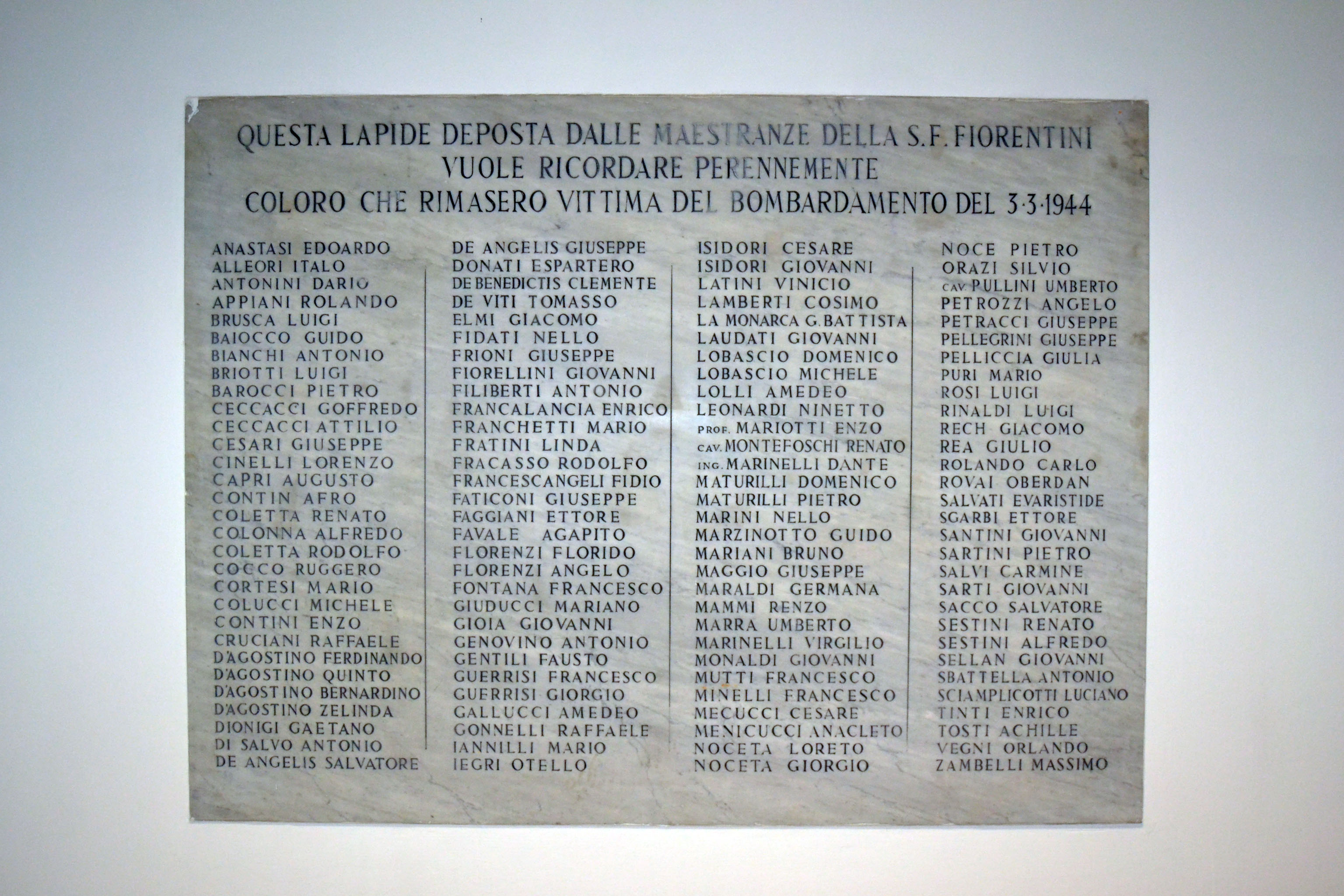
Lapide in memoria delle vittime del 3 marzo 1944, oggi conservata nella sede del IV municipio di Roma.

Nel 1937 dagli stabilimenti di Fabriano usciva l'FB 50 primo escavatore interamente progettato e realizzato in Italia.
Negli anni successivi, fino alla definitiva chiusura nel 1975, gli escavatori Fiorentini parteciparono a tutte le grandi opere pubbliche italiane.
Il 3 marzo 1944 un bombardamento alleato colpì gli stabilimenti romani di via Tiburtina, situati all'altezza di via delle Cave di Pietralata, uccidendo 117 dipendenti su 180 presenti e l'ing. Fiorentini morì di li a poco di crepacuore; gli succedette il figlio Giuseppe. Dopo la guerra l'azienda attraversò un periodo di rifioritura, specie grazie a grossi contratti per la fornitura di escavatori all'URSS. Furono ampliati gli stabilimenti romani, trasferiti dopo il bombardamento del 1944 presso l'attuale via Filippo Fiorentini (sempre lungo la via Tiburtina), e venne aperta una filiale a Toronto, in Canada, nonché concessionari in numerosi paesi asiatici, africani e sudamericani.
All'inizio degli anni settanta la riconversione, da bellica a civile, dell'industria russa decretò un drastico calo delle richieste e nel 1967 l'azienda, fortemente indebitata, fu posta sotto il controllo dell'IMI. Infine nel 1975 in grave dissesto finanziario, fu acquisita dalla Società per le Gestioni e Partecipazioni Industriali e chiusa dopo pochi anni.

## Prodotti

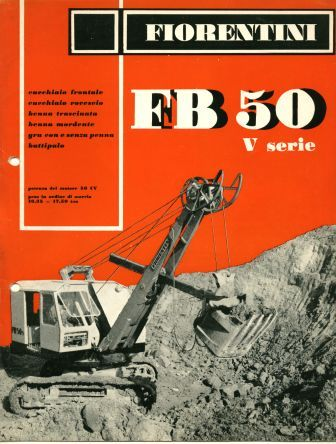
Dépliant promozionale del FB50

Nell'intero periodo di attività la Fiorentini produsse quasi 20 modelli di escavatori in diverse versioni, e decine di modelli di autogrù, diversi modelli di gru a torre, tra cui la GT.12/25, e altre gru, gru a ponte, autocarri e MTT di vario genere.

### Escavatori
Tra gli escavatori vennero in particolare prodotti:
- FB 50  Primo escavatore (a corda) prodotto interamente dall'azienda e primo ad essere completamente progettato e realizzato da un'azienda italiana, la prima versione costruita aveva una capacità di 500 litri (il cucchiaio).
- FB 35  Versione ridotta dell'FB 50
- FB 80 e FB 120
- FB 200  Il più grande escavatore prodotto dall'azienda, capacità del cucchiaio: 2650 litri.

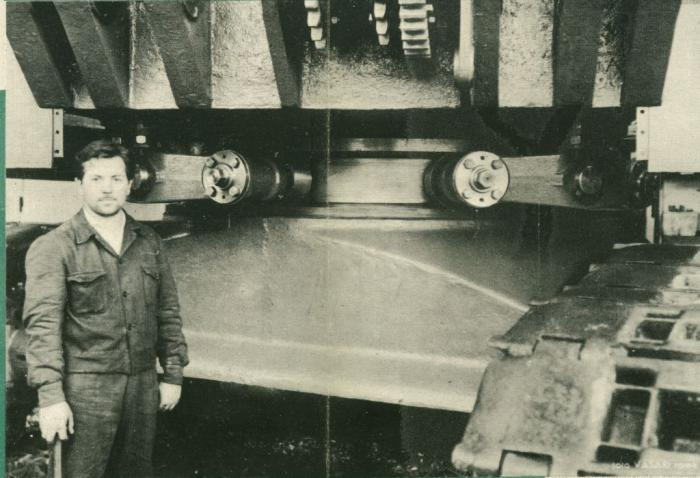
Un operaio davanti al FB200. Se ne intuisce la considerevole grandezza.

### Gru a torre
Nel 1935 lancia la sua prima gamma di gru a torre, progettate e costruite dalla stessa azienda. La principale caratteristica delle gru Fiorentini è la possibilità di montare un carrellino che scorre lungo il braccio,  permettendo di spostare il materiale con maggiore precisione. Il design è molto simile a quello delle gru Wolff costruite dalla Loro & Parisini di Milano (principale costruttore italiano dell'epoca) ma si differenziano appunto per la possibilità di installare un carrello mobile. 
-GT.16/38 portata massima di 2000kg e un'altezza massima di 38m con braccio impennato. 
-GT. 22/45 portata massima di 3000kg e un'altezza massima di 45m con braccio impennato. 
Nel 1954 la vecchia gamma viene completamente rimpiazzata da una nuova generazione di gru con rotazione bassa, questa volta si tratta di macchine costruite su licenza della tedesca Kaiser. I due modelli maggiori erano entrambi caratterizzati da un carrello scorrevole, a differenza del modello più piccolo. Purtroppo nel 1960 la Fiorentini abbandona completamente il settore delle gru a torre.
-GT.5/18 portata massima di 1000kg con 18m di altezza e 10 di sbraccio.
-GT.12/25 portata massima di 2000kg con 25m di altezza e 15m di sbraccio.
-GT.30/32 modello top di gamma con 3300kg di portata massima, 23m di sbraccio e 32m di altezza con la possibilità di raggiungere i 47m impennando il braccio. 

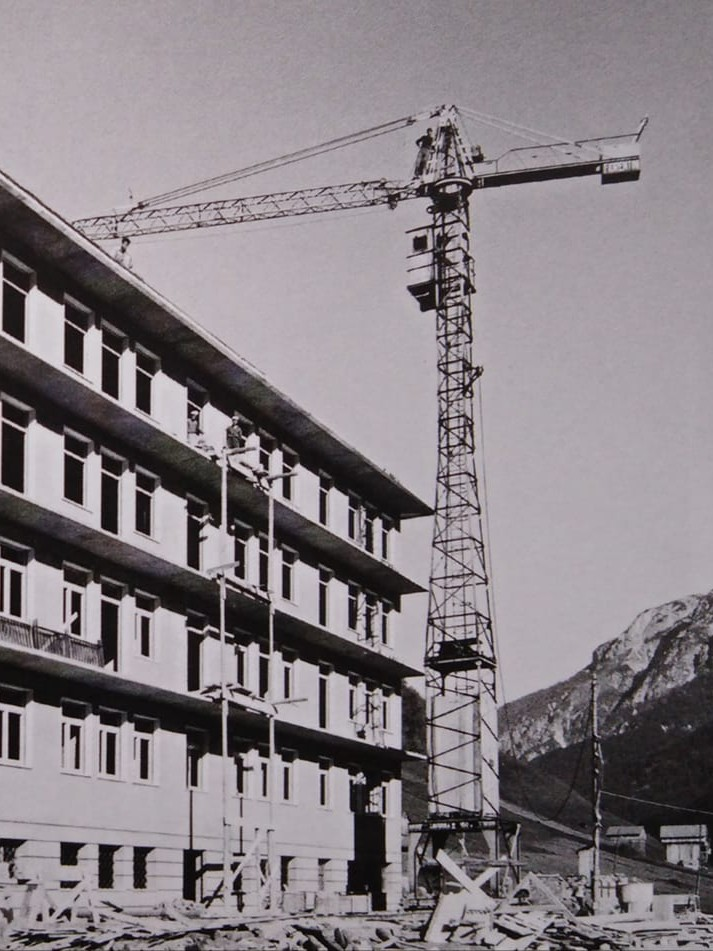
Gru GT.16/32 a Belluno nel 1952

### Autogrù
Le autogrù erano prodotte inizialmente solo su cingoli sul disegno degli escavatori.
- F54
- F12
- F16
- FB32
Dagli anni 50 si iniziò a produrre anche gru su autocarro
- F500
- F700
- FH30

## Curiosità

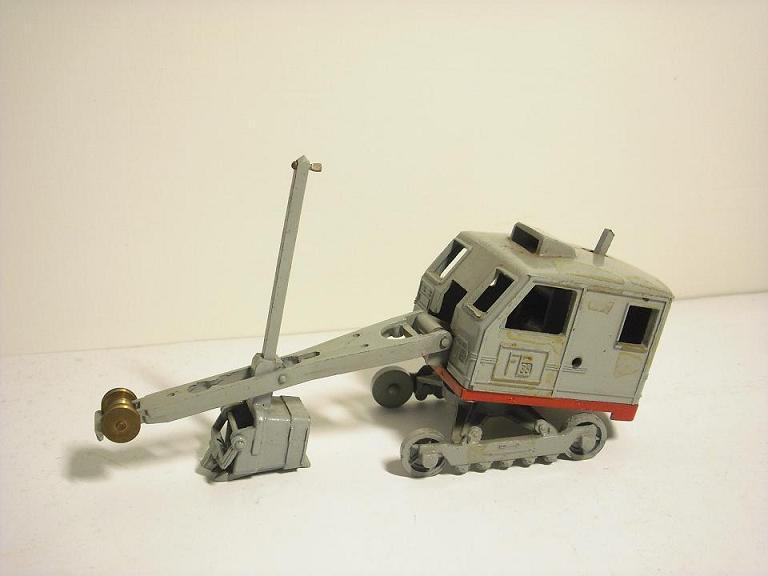
Modellino meccanico Mercury del FB35

- Nel luglio del 1948 l'azienda iniziò la pubblicazione de "il Cantiere", rivista aziendale a cadenza bimestrale, con l'intento, oltre che pubblicitario, di sensibilizzare ulteriormente l'opinione pubblica alla meccanizzazione dei cantieri, che vedevano al tempo molte mansioni ancora svolte manualmente, specie fuori dalle grandi città. La pubblicazione fu interrotta alla fine degli anni sessanta.
- La sigla FB che segnava tutti i modelli deriva dalle iniziali F per Fiorentini e B per Bucyrus International, compagnia statunitense della quale in quel periodo la Fiorentini era rappresentante in Italia. Alla sigla seguiva il numero, che, in decine, indicava i litri di capienza della benna, per gli escavatori.
- L'attuale via Filippo Fiorentini a Roma prende il nome dal fondatore della Fiorentini s.p.a., e ne ospitava la sede principale.
- Negli anni '60 vennero prodotti modellini in scala 1:50 degli escavatori. Comprensivi di radiocomando, potevano spostarsi e muovere braccio e benna.